# Zamach na Reagana
Zamach na Reagana (oryg. The Day Reagan Was Shot) – amerykański film fabularny z 2001 roku w reżyserii Cyrusa Nowrasteha.

## Opis
Film jest analizą nieudanego zamachu z marca 1981 roku na ówczesnym prezydencie USA, Ronaldzie Reaganie.

## Obsada
- Richard Crenna jako Ronald Reagan
- Richard Dreyfuss jako Alexander Haig
- Christian Lloyd jako John Hinckley
- Beau Starr jako agent Cage
- Alex Carter jako doktor Allard
- Andrew Tarbet jako doktor Gregorio

i inni

## Nagrody i nominacje
Amerykańska Gildia Aktorów Filmowych 2002:
- nominacja w kategorii Najlepszy aktor w filmie telewizyjnym lub miniserialu dla Richarda Dreyfussa

Amerykańskie Stowarzyszenie Montażystów 2002:
- wygrana w kategorii Najlepszy montaż filmu fabularnego dla telewizji niekomercyjnej

Satelity 2002:
- wygrana w kategorii Najlepszy aktor w miniserialu lub filmie telewizyjnym dla Richarda Dreyfussa

- wygrana w kategorii Najlepszy film telewizyjny